# Пейнтед-Хиллз
Пейнтед-Хиллз (англ. Painted Hills — Раскрашенные холмы) — одна из трёх частей национального природного памятника John Day Fossil Beds National Monument, расположенного в округах Уилер и Грант, штат Орегон. Имеет площадь 12,7 кв. км, расположен в 14 км к северо-западу от города Митчелл. Пейнтед-Хиллз занесён в список Семи чудес штата Орегон. Название происходит от множества разноцветных геологических слоёв, прорезающих местные горы. Геологический срез стал наблюдаем благодаря некогда протекавшей здесь древней реке.
Чёрные слои представляют собой бурый уголь, образованный древними растениями, росшими на берегах реки. Серый цвет дают аргиллит, алевролит и глинистый сланец.
Красный цвет имеет латерит, образованный донными речными осадками, когда территория была влажной и тёплой.
Район содержит множество ископаемых остатков ранних лошадей, верблюдов и носорогов и является местом интенсивных палеонтологических исследований.

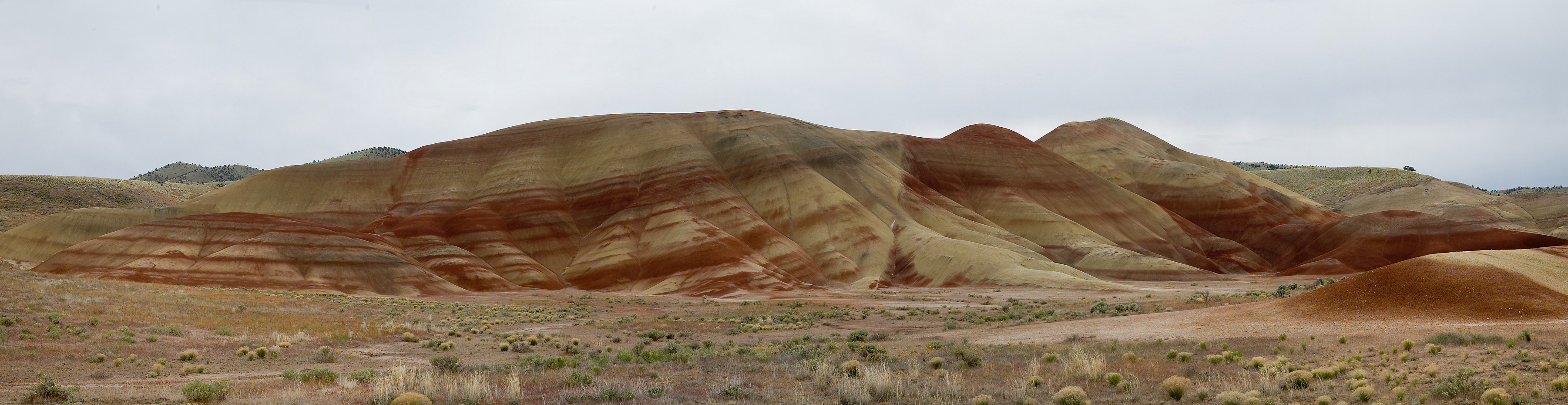
Пейнтед-Хиллз, шт. Орегон